# Quiebra

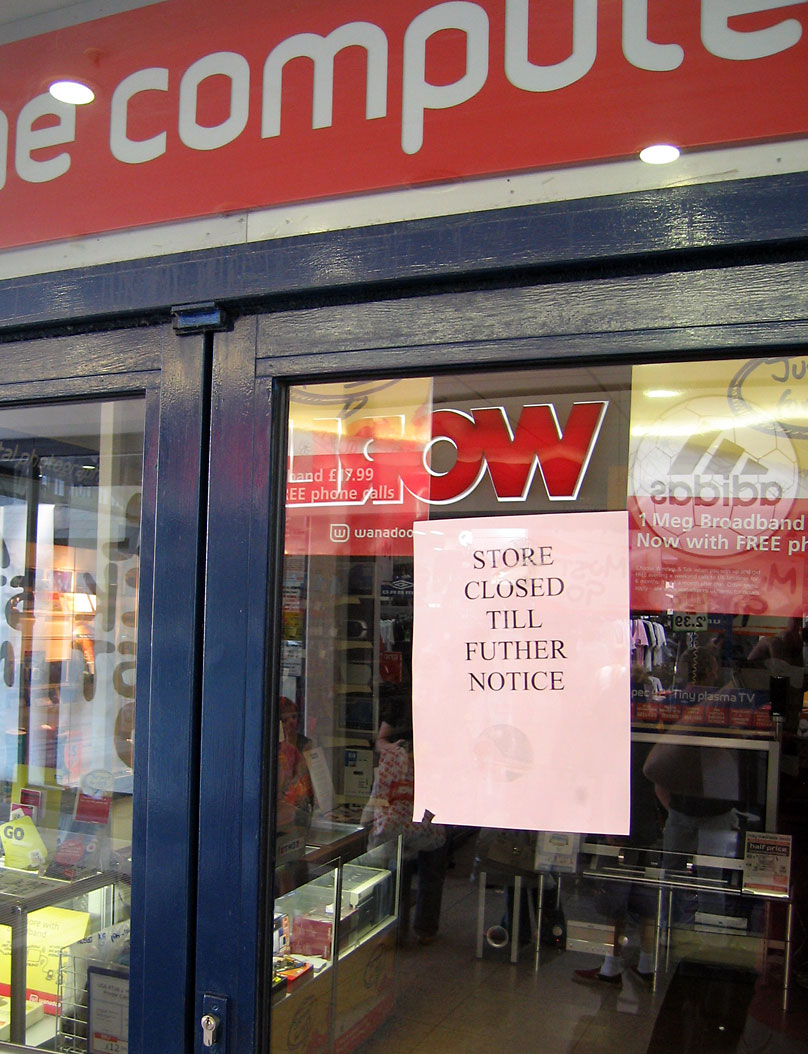
El aviso de la clausura pegado en la puerta de una tienda de computación el día después que su casa matriz, Granville Technology Group Ltd, fuera declarada «en bancarrota» en el Reino Unido.

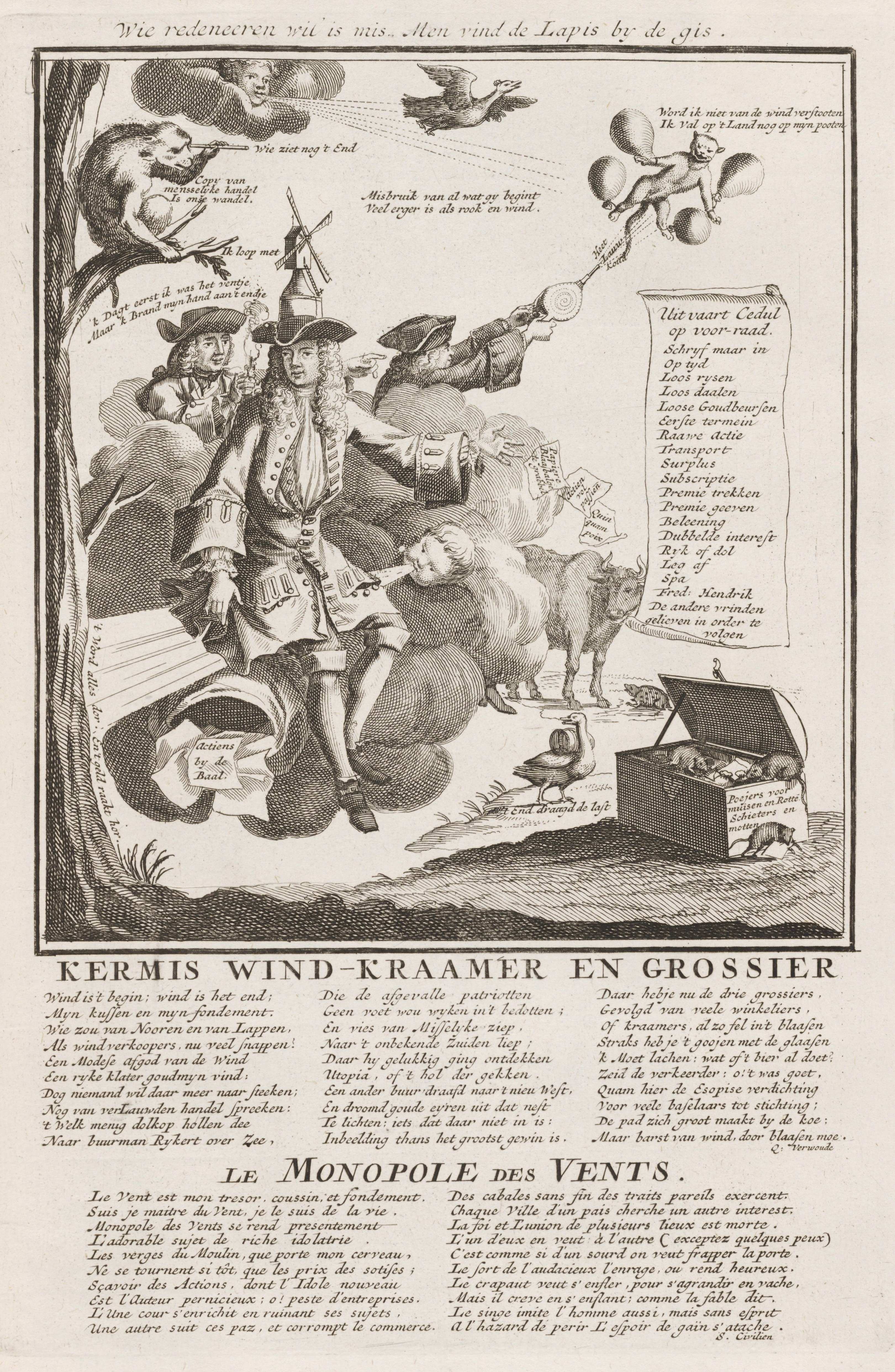
El fracaso de la Compañía del Misisipi de John Law llevó a la bancarrota nacional francesa en 1720.

La quiebra o bancarrota es una situación jurídica en la que una persona (persona física), empresa o institución (personas jurídicas) no puede hacer frente a los pagos que debe realizar (pasivo exigible), porque estos son superiores a sus recursos económicos disponibles (activos). A la persona física o jurídica que se encuentra en estado de quiebra se le denomina fallido. Cuando el fallido o deudor se encuentra declarado judicialmente en estado de quiebra, se procede a un juicio de quiebras o procedimiento concursal, en el cual se examina si el deudor puede atender con su patrimonio a las obligaciones de pago pendientes.
La palabra bancarrota viene del italiano del siglo XVI banca rotta, literalmente «banca rota», por la antigua costumbre de la República de Génova de romper las sillas de los prestamistas que caían en insolvencia financiera.

## Características
- Es una situación de insolvencia generalizada, lo que lo diferencia de la mera cesación de pagos.
- Es una situación de insolvencia permanente en el tiempo.
- Es una situación de insolvencia susceptible de ser apreciada objetivamente a través de hechos indiciados de quiebra.
- Es una situación de insolvencia de tal magnitud que se torna insalvable para el deudor.

El proceso de bancarrota en EE. UU. permite reestructurar sus pasivos sin que deba cambiar su equipo de gerencia; la transparencia del proceso permite ahorrar trámites en la corte, pues se puede negociar con acreedores y proveedores los términos de reestructuración. Los efectos adversos son que los vendedores exigen efectivo por adelantado, que los empleados busquen otras empresas o que las compañías rivales les quiten sus clientes.
En otros países, en tanto, la quiebra puede tener un efecto más adverso para el fallido, dependiendo si en la legislación respectiva implica o no una cancelación de personalidad jurídica o incluso una sanción penal o civil diferente de algún delito de fraude.

## Efectos de la declaratoria de quiebra
En general;
- El fallido queda inhabilitado de administrar sus bienes, dicha administración pasa a un tercero llamado síndico o interventor judicial, hasta su realización, para con el producido satisfacer a los acreedores;
- Se anota la quiebra y se dispone la inhibición de bienes del fallido de los respectivos registros;
- Las acreencias a plazo pendiente se tornan vencidas e inmediatamente exigibles;
- Se fijan los derechos de los acreedores, es decir, estos no pueden mejorar su situación con posterioridad a la declaratoria de quiebra;
- Se acumulan todos los juicios pendientes contra el deudor fallido para ante el juez que está conociendo de la quiebra;
- Los acreedores pierden el derecho de ejecutar individualmente al deudor fallido;
- Se le confiere al deudor fallido el derecho de pedir fiado a la masa de acreedores.

## Etimología de «bancarrota»
El término bancarrota cuenta con un origen bastante literal y curioso: En la Sala de Contratactacions de la Llotja del Mar de Barcelona, un espacio construido en el siglo XIV para gestionar las mercancías del puerto, se instalaba la Taula de Canvi, considerada como el primer banco público de Europa. 
Cuando uno de los banqueros llevaba a cabo prácticas irregulares un vigilante rompía a martillazos el mostrador. Esta humillación pública dio origen a la palabra «bancarrota», que luego los italianos popularizaron.
En la República de Génova, durante el siglo XVI los prestamistas y cambistas se situaban en lugares públicos, normalmente en las plazas y mercados más concurridos. Allí colocaban una mesa, se sentaban en un banco y procedían a cambiar monedas de otros países o a realizar otros manejos económicos.
Cuando estos banqueros perdían liquidez suficiente como para seguir trabajando, las autoridades le obligaban a romper el banco y la mesa donde trabajaba, para que todos los ciudadanos conocieran la situación de banca rotta (en italiano).

## Regulación por países (España e Hispanoamérica)
Aunque la declaración de bancarrota en una empresa es común en significado en muchos países, su regulación está especificada según las leyes de la nación en que fue constituida. En España está la arriba denominada Ley 22/2003, de 9 de julio, concursal.

### Argentina
En Argentina, esta institución se encuentra regulada en la Ley 24.522 de Concursos y Quiebras, sancionada el 20 de julio de 1995, promulgada el 7 de agosto del mismo año y publicada en el Boletín Oficial dos días después. Dicha ley fue parcialmente modificada por las siguientes normas:
1. Art. 7 de la ley 24760 (BO,13/01/1997; Reconoce privilegio general al crédito instrumentado en Factura de crédito);
2. Art. 8 de la ley 25.113 (BO, 21/07/1999; Incluye al contrato de Maquila en el régimen del art. 138 de la ley 24.522);
3. Ley 25.563 (BO, 15/02/2002; Emergencia productiva y crediticia);
4. Ley 25.589 (BO, 16/05/2002; Modifica las leyes 24.522 y 25.563);
5. Ley 25.640 (BO,11/09/2002; Prórroga por 90 días el plazo del art. 12 de la ley 25.589)
6. Ley 26.086 (BO, 11/04/2006; Modifica los arts. 14, 16, 21, 56, 72, 132 y 133 relativos a efectos del concurso preventivo y la quiebra sobre créditos laborales).
7. Ley 26.684 (BO,30/06/2011; Modifica los arts. 11, 14, 16, 19, 20, 29, 34, 42, 45, 48 -agrega 48 bis-, 129, 187, 189, 190, 191 -agrega 191 bis-, 192, 195, 196, 197, 199, 201, 203 -agrega 203 bis-, 205, 213, 217, 260 y 262. La reforma está orientada a dar mayor protección al crédito laboral y mayor protagonismo a los trabajadores y acreedores laborales en la recuperación de la empresa, facilitándoles la continuación de la explotación y su posterior adquisición bajo la forma de una cooperativa de trabajo)

Además, inciden en los alcances y aplicación de las normas de la ley 24.522, las siguientes normas:
1. Art. 9 de la ley 24.587 (BO, 22/11/1995; Representación del Estado en los juicios concursales);
2. Art. 3.º del decreto 367/1996 (BO, 11/04/1996; Registro de Concursos);
3. Resolución General nº4241/1996 de la Administración Federal de Ingresos Públicos -AFIP- (BO,13/11/1996; Régimen de Facilidades de Pago de deudas Impositivas y Previsionales);
4. Art. 8 de la ley 24764 (BO, 02/01/1997, Efectos del concurso o quiebra en contratos celebrados con la Secretaria de Hacienda);
5. Resolución General n.º 1975/2005 de la Administración Federal de Ingresos Públicos -AFIP- (BO, 12/12/2005; Obligaciones de los síndicos ante la AFIP);
6. Ley 25.284 (BO, 2/08/2000, Régimen concursal para Entidades Deportivas);
7. Ley 26.723 (BO, 21/12/2011, modifica el art. 22 de la ley 25.284, extendiendo hasta 12 años la posibilidad de vigencia del fideicomiso);
8. Resolución General n.º 970/2001 de la Administración Federal de Ingresos Públicos -AFIP- (BO,14/02/2001; Régimen de Facilidades de Pago de deudas Impositivas y Previsionales);
9. Art. 1.º de la ley 25.374 (BO, 2/01/2001;Incluye a las mutuales como sujeto de concurso);
10. Art. 18 del decreto 1384/2001 (BO, 2/11/2001; Emergencia económica);
11. Art. 33 de la ley del decreto 1387/2001 (BO, 2/11/2001; Emergencia económica);
12. Art. 5.º de la Ley 25.750 (BO, 7/07/2003; Excluye a ciertas empresas del procedimiento del art. 48 de la ley 24.522);
13. Resolución General 17/2004 de la Inspección General de Justicia (BO, 7(09/2004; Registro de Inhabilitados por Quiebra);
14. Art. 1.º de la Ley 25.972 (BO, 17/12/2004; Establece un régimen especial y facilidades de pago de la tasa de justicia en procesos concursales tramitados durante la emergencia económica).

### Chile
En Chile, esta institución se encuentra derogada y ha sido reemplazada por la Ley 20.720 de Reorganización y Liquidación de Empresas y Personas, separada por 10 capítulos que desglosan esta materia, en los cuales introduce el concepto de procedimiento concursal de liquidación. Anteriormente, la quiebra estaba incluida en el Libro IV del Código de Comercio, y más tarde en la ley 18.175.

### Colombia
En Colombia, era la ley 550 de 1999 la que establecía un procedimiento inicial por el cual las empresas se acogían a la misma para buscar soluciones a su situación, si no se llegaba a una salida viable o se buscaba un socio estratégico, la empresa iniciaba un proceso de liquidación en el cual se le daba prelación a los acreedores, siendo los accionistas los últimos en recibir alguna parte de la liquidación.
En la actualidad, la ley 550 de 1999 fue derogada y el régimen actual de insolvencia está descrito por la ley 1116 de 2006. Ésta, sin embargo, no es una ley de quiebra; por el contrario, es una ley que otorga al deudor herramientas para su recuperación y la conservación de la empresa como unidad de explotación económica, de generación de empleo y célula de prosperidad para el Estado. La citada norma dictamina los parámetros y las reglas de juego mediante las cuales una empresa puede entrar en régimen de insolvencia y procurar un acuerdo de pago con sus acreedores.
De la misma forma como existe el régimen de insolvencia empresarial, es decir para la persona jurídica, tenemos en el Régimen de Insolvencia de Persona Natural No Comerciante que se encontraba regulado en la Ley 1380 de 2010, pero dicha norma fue declarada inexequible por la Corte Constitucional hecho que dejó sin existencia dicha norma y por tal motivo fue objeto de una nueva expedición incluyéndola en el Código General del Proceso (ley 1564 de 2012) y aunque este empieza a regir a partir del año 2014, todo lo relacionado con el Régimen de Insolvencia de Persona Natural No Comerciante entró en vigencia el 1 de octubre de 2012. La normatividad de dicho régimen lo encontramos en los Artículos 17,19, 24, 28, 41 y 531 a 576 del Código General del Proceso. Novedoso es la posibilidad de realizar los acuerdos entre acreedores y deudores en los Centros de Conciliación o en las Notarías.

### España
En España, la Ley Concursal vigente permite a las personas físicas negociar con los acreedores y detener la ejecución de sus bienes por deudas impagas. Los créditos hipotecarios y de consumo, así como las deudas de impuestos, entre otros, son obligaciones que pueden revisarse ante la ley para pagar de buena fe sin caer en la bancarrota. Como solución de urgencia, la Ley Concursal, vigente desde 2004, adquiere en estos momentos un mayor protagonismo ante la subida de los tipos de interés y, por tanto, de los créditos hipotecarios, y el endeudamiento de las familias españolas, que según un informe de la Unión Europea podría llegar en 2008 al 95% del producto interior bruto (PIB). Así, con esta ley, el deudor puede abrir un proceso judicial que, de manera inmediata, paraliza las demandas interpuestas por la falta de pago y la ejecución de los bienes que se estén tramitando, al mismo tiempo que interrumpe la acumulación de intereses en los créditos impagados. No obstante, conviene aclarar que la Ley Concursal no perdona la deuda sino que prevé mecanismos para favorecer a sus titulares el pago de acuerdo a sus posibilidades, mediante reducciones o un aplazamiento de cinco años.

### México
En México, la materia es regulada por la Ley de Concursos Mercantiles, la cual en su artículo 2 señala que el concurso mercantil consta de dos etapas: Conciliación y Quiebra. La finalidad de la conciliación es lograr la conservación de la empresa del Comerciante mediante el convenio que suscriba con sus Acreedores Reconocidos. La finalidad de la quiebra es la venta de la empresa del Comerciante, de sus unidades productivas o de los bienes que la integran para el pago a los Acreedores Reconocidos.

### Puerto Rico
En Puerto Rico, un deudor puede beneficiarse de la protección que brinda la Ley de Quiebra acogiéndose al Capítulo 7 o Capítulo 13. La elegibilidad para cada uno de los Capítulos dependerá principalmente del nivel de ingresos del deudor y de la diferencia que exista entre el valor en el mercado de la propiedad del deudor y el balance de la hipoteca. El capítulo 13 de la ley de quiebras en Puerto Rico puede ser radicado por individuos asalariados, comerciantes, retirados, pensionados, y todo individuo que genere una fuente de ingreso regular que le permita formular un plan de pago por un período de 3 a 5 años. El término del plan dependerá de los ingresos y gastos familiares. Basado en sus ingresos y gastos, el plan de pago será diseñado de tal manera en la que usted pueda cubrir sus necesidades (agua, luz, teléfono, celular, compra de alimentos, cable, entretenimiento, ropa, etc) y pagar los pagos requeridos por el plan. Bajo el Capítulo 7 el deudor es relevado del pago de todas las deudas no aseguradas (tarjetas y préstamos personales). Hay ciertas deudas, como la hipoteca, préstamos estudiatiles y préstamos de retiro, entre otras que no son descargables. En el Capítulo 7 los acreedores asegurados, como por ejemplo: bancos hipotecarios (hipoteca de su propiedad), préstamos de auto o ventas de muebles a través de venta condicional, no se ven afectados por la radicación del Capítulo 7 y el deudor tendrá que decidir si sigue pagando estas deudas mensualmente, directamente a los acreedores, o si por el contrario, decide entregar los bienes a los acreedores por entender que se le hace imposible pagarlos.